# Savona
Savona ist eine italienische Stadt mit 58.674 Einwohnern (Stand 31. Dezember 2023) in der Region Ligurien und Hauptstadt der gleichnamigen Provinz Savona.

## Lage und Daten
Der große Hafen und die Industrie sind die größten Arbeitgeber der Stadt. Weiterhin ist der Hafen eine bedeutende Anlegestelle für Fähren in Richtung Korsika und auch ein wichtiger Lagepunkt für die Reederei Costa Crociere, welche von hier aus ihre Schiffe ins Mittelmeer abfahren lässt.
Die Nachbarorte sind: Albissola Marina, Albisola Superiore, Altare, Cairo Montenotte, Quiliano und Vado Ligure.

## Geschichte

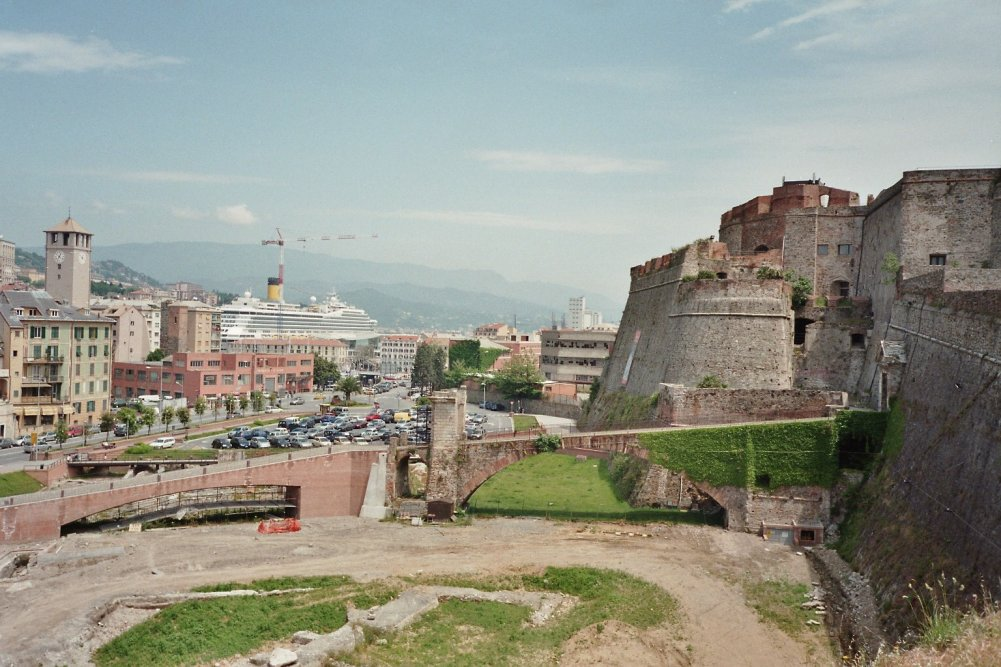
Hafen und Stadt von Savona von der Festung aus gesehen

Die Stadt an der Riviera, drittgrößte in Ligurien, war schon früh besiedelt. Nahe der heutigen Stadt lag das Dorf der Sabatier, ihr antiker Name war Savo. Die Bedeutung der Siedlung zu Zeiten des Römischen Reiches war nur gering. Hier bestand lediglich eine Wechselstation an der Via Aemilia Scauri. 639 wurde Savona von den Langobarden zerstört und im 8. Jahrhundert als befestigter Ort neu gegründet. Im 9. Jahrhundert wurde die Stadt Sitz eines Bischofs. Erst mit dem ausgehenden Mittelalter und der Renaissance bildete der Stadtstaat Savona eine wichtige Handelsmacht. Die Markgrafen von Savona nahmen am Ersten Kreuzzug teil. Mehrere Päpste hatten hier ihre Hausmacht.
Savona war weniger mit Venedig als mit dem sehr nahe gelegenen Genua verfeindet. 1528 wurde der Hafen der Stadt durch genuesische Schiffe zerstört, die Stadt kam durch Andrea Doria unter die Herrschaft der Genuesen. 
Zwischen 1542 und 1544 errichteten die Genuesen nach der endgültigen Unterwerfung der Stadt die Fortezza del Priamar (oder im Ligurischen: Priamâ), die später mehrmals erweitert wurde.
1745 wurde Savona von den Engländern vergeblich bombardiert, doch die spanisch-französische Flotte vernichtet. Karl Emanuel III. von Sardinien eroberte im Jahr 1746 die Stadt, die  1809 von den Franzosen eingenommen und zum Hauptort des Départements Montenotte erhoben wurde. Von 1809 bis 1812 war hier Papst Pius VII. auf Befehl Napoleons gefangen. 1815 fiel Savona wieder an das Königreich Sardinien. Am 23. Februar 1887 erschütterte ein heftiges Erdbeben die Stadt.

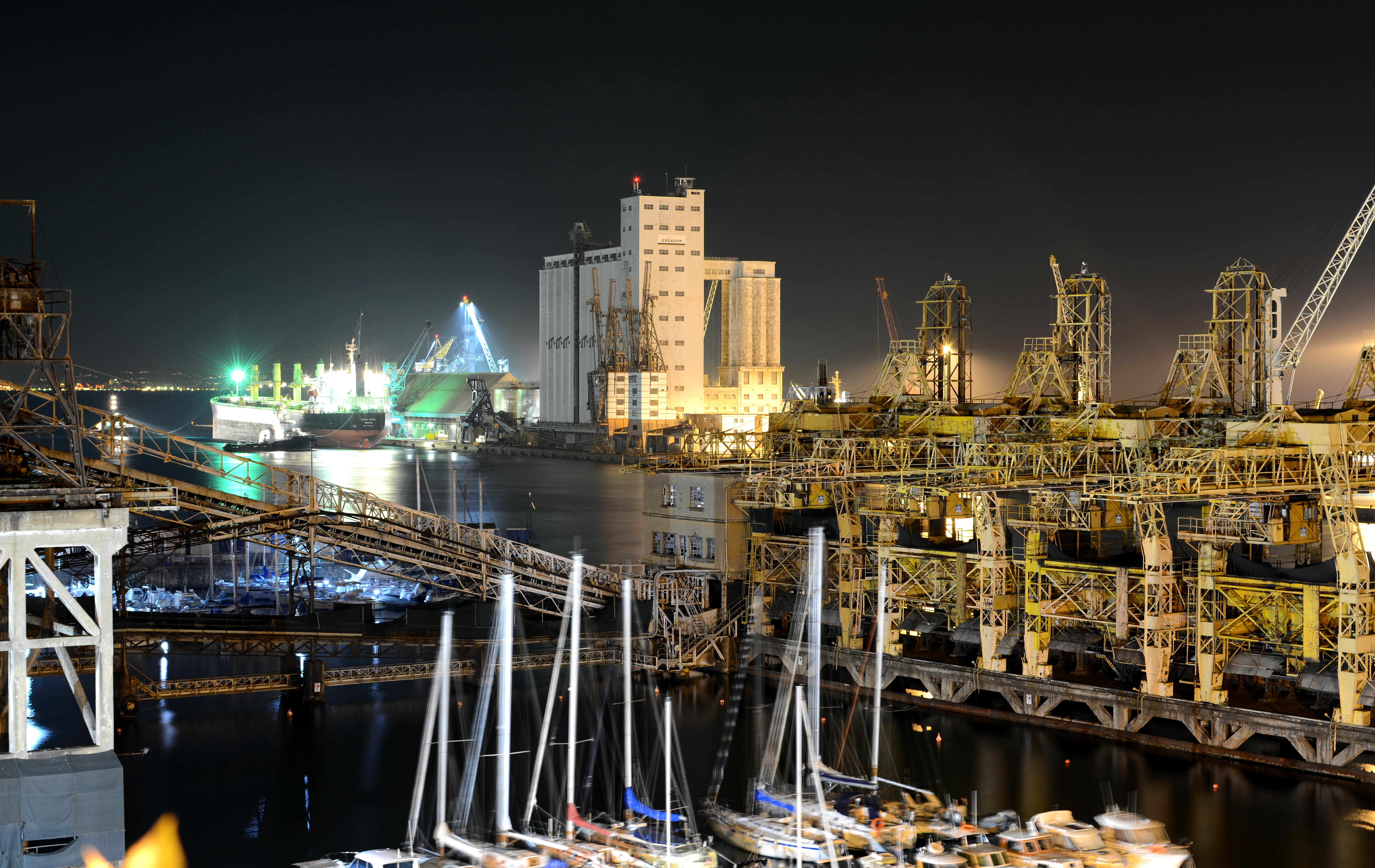
Vom Schüttgutterminal transportieren die Seilbahnen Savona–San Giuseppe vorwiegend Kohle ins Landesinnere

Nach dem Niedergang setzte erst Mitte des 19. Jahrhunderts eine Erholung der Stadt ein. Der Hafen gehört zu den fünf bedeutendsten in Italien und wickelt die Verschiffung der Automarken Fiat und Lancia aus dem nahegelegenen Turin ab.
1949 wurde die Corale Alpina Savonese gegründet.

## Sehenswürdigkeiten

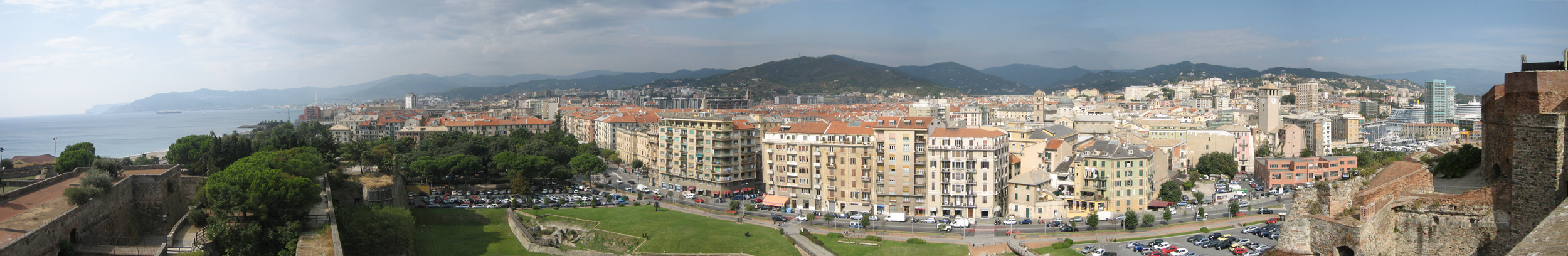
Panorama der Stadt Savona, Sicht von der Festung Fortezza del Priamar.

- Festung Priamar aus dem 16. Jahrhundert
- Ein nach dem Seefahrer Leon Pancaldo (1482 bis 1540) benannter Turm am Hafen
- Kirche San Giovanni Battista aus dem 16. bis 18. Jahrhundert
- Dom Santa Maria Assunta, erbaut 1589–1602. Die Fassade stammt aus den Jahren 1881–1886.
- Pinakothek im Palazzo Pozzobonello
- Teatro Gabriello Chiabrera

## Partnerstädte
- Villingen-Schwenningen ist seit 1986 Partnerstadt von Savona.
- Isla Saona, die Insel wurde nach einem Mitfahrer des Kolumbus aus Savona benannt.

Die Stadt ist Mitglied des Bundes der europäischen Napoleonstädte.

## Söhne und Töchter der Stadt
- Familie Della Rovere, Adelsgeschlecht, aus dem zwei Päpste und die Herzöge von Urbino stammen
- Lorenzo Guilelmo Traversagni (1425–1503), franziskanischer Humanist
- Girolamo Riario (1443–1488), Sohn des Papstes Sixtus IV. und Herr von Imola und Forlì
- Michele da Cuneo (1448–1503), Seefahrer, Teilnehmer der 2. Expedition des Christoph Kolumbus
- Raffaele Riario (1460–1521), Kardinal der römisch-katholischen Kirche
- Sisto Gara della Rovere (1473–1517), Kardinal der römisch-katholischen Kirche
- Agostino Spinola (um 1480–1537), Kardinal
- Gabriello Chiabrera (1552–1638), Dichter und Dramatiker
- Giovanni Maria Bottalla (1613–1644), Maler
- Bartolomeo Guidobono (1654–1709), Maler
- Domenico Guidobono (1668–1746), Maler
- Carlo Giuseppe Ratti (1737–1795), Maler und Historiker
- Anton Giulio Barrili (1836–1908), Novellist
- Paolo Boselli (1838–1932), Finanzwissenschaftler und Politiker
- Bruno Collet (1853–1919), Maler
- Giuseppe Pizzardo (1877–1970), Kardinal der römisch-katholischen Kirche
- Mario Lago (1878–1950), Diplomat und Politiker
- Carlo Fregosi (1890–1968), Turner
- Franco Varaldo (1906–1991), Arzt und Politiker
- Giuseppe Martano (1910–1994), Radrennfahrer
- Milena Milani (1917–2013), Künstlerin, Schriftstellerin und Journalistin
- Gianni Baget Bozzo (1925–2009), Geistlicher, Theologe, Politiker und Publizist
- Fernando Gazzolo (1928–2015), Schauspieler und Synchronsprecher
- Renata Scotto (1934–2023), Opernsängerin
- Mario Masini (1939–2023), Kameramann
- Tiziana Ghiglioni (* 1956), Jazzsängerin
- Michele De Luca (* 1956), Biochemiker und Hochschullehrer
- Piero Pioppo (* 1960), römisch-katholischer Erzbischof und Diplomat des Heiligen Stuhls
- Andrea Grillo (* 1961), katholischer Theologe
- Donatella Fioretti (* 1962), Architektin
- Fabio Fazio (* 1964), Fernsehmoderator
- Christian Panucci (* 1973), Fußballspieler
- Alberto Angelini (* 1974), Wasserballspieler
- Stefano Carozzo (* 1979), Fechter
- Giacomo Pastorino (* 1980), Wasserballspieler
- Annalisa Scarrone (* 1985), Popsängerin
- Matteo Iachino (* 1989), Windsurfer
- Stephan El Shaarawy (* 1992), Fußballspieler
- Ilaria Accame (* 2001), Sprinterin
- Alberto Tamagnini (* 2002), san-marinesischer Skirennläufer